# حوزه انتخابیه اول اوهایو
حوزه انتخابیه اول اوهایو یک حوزه انتخابیه مجلس نمایندگان آمریکا است که در ایالت اوهایو قرار دارد.